# Baugruppenausschuss
Der Baugruppenausschuss (BGA) ist der Ausschuss, der bei der Herstellung einer Baugruppe oder eines Fertigproduktes auf dessen Herstellungsebene entsteht.
Die zu fertigende Menge aller Komponenten erhöht sich um den Anteil des geschätzten oder aus der Vergangenheit ermittelten Baugruppenausschusses. Dabei wird der Baugruppenausschuss vom Planer im Vorfeld der Fertigung bedacht, bzw. in Planungs- und Steuerungssystemen am Materialstamm eingestellt.